# Liste der Bodendenkmale in Eckernförde
In der Liste der Bodendenkmale in Eckernförde sind die Bodendenkmale der Stadt Eckernförde nach dem Stand der Bodendenkmalliste des Archäologischen Landesamts Schleswig-Holstein von 2016 aufgelistet. Die Baudenkmale sind in der Liste der Kulturdenkmale in Eckernförde aufgeführt.
| Denkmal-ID           | Befundart           | Bezeichnung | Zeitstellung                 | Lage                                            | Bemerkungen                              | Bild |
| -------------------- | ------------------- | ----------- | ---------------------------- | ----------------------------------------------- | ---------------------------------------- | ---- |
| aKD-ALSH-Nr. 003 065 | Grabmal > Grabhügel | Grabhügel   | Vor- und/oder Frühgeschichte | Wilhelmsthal (Koordinaten: 54° 27′ N, 9° 51′ O) | Archäologisches Denkmal an der Osterrade |      |